# Gonzalo Bergessio
Gonzalo Rubén Bergessio (Córdoba, 20 luglio 1984) è un ex calciatore argentino, di ruolo attaccante.
È soprannominato El Toro ed El Lavandina (in lingua italiana il Candeggina).

## Caratteristiche tecniche
Classica punta centrale dotata di una discreta qualità e senso della posizione  , discretamente abile nel dribbling e dal buon senso del gol nell’area piccola.

## Carriera

### Club

#### Gli inizi al Platense poi Cordoba e R. Avellaneda
Cresciuto nelle giovanili del Platense, dopo aver messo a segno 28 gol in 90 presenze nelle divisioni inferiori argentine, nel 2005 passa all'Instituto (C), in Primera División. Nel maggio del 2008 con la camiseta del San Lorenzo segna due gol dal 0-2 allo 2-2 fondamentale (con la sua squadra in 9) per approdare alle semifinali della Coppa Libertadores.
Realizza 6 gol in 37 presenze che non evitano alla sua squadra la retrocessione in Primera B Nacional. Nell'estate del 2006 passa al Racing Club, con cui mette a segno 12 gol in 35 partite.

#### Benfica e Saint-Étienne
Il 26 giugno 2007 viene acquistato dal Benfica. In campionato colleziona 3 presenze senza andare a segno e nel gennaio 2008 torna quindi in Argentina, al San Lorenzo.
Prima del passaggio, a fine 2007, avrebbe dovuto sostenere un provino con l'Inter; in vista del possibile trasferimento, il procuratore Pizzi cercò di ottenere il passaporto italiano di Bergessio all'ufficio anagrafe del Comune di Fermo, ma la richiesta non fu accolta e la procura di Buenos Aires richiese alla polizia anticrimine italiana di indagare su possibili tentativi di illecito. Il calciatore non fu comunque indagato.
Nel Clausura 2008 realizza 7 gol in 16 presenze, oltre a 4 gol in 9 presenze nella Coppa Libertadores 2008. Nella stagione 2008-2009 realizza 15 gol in 35 partite, oltre ad un'ulteriore segnatura in 6 presenze nella Coppa Libertadores 2009.
Il suo cartellino, di proprietà di Raúl Delgado (proprietario della Unión San Felipe, società cilena) e di Marcelo Tinelli (futuro vice presidente del San Lorenzo), fu ceduto il 27 agosto 2009 alla squadra francese del Saint-Étienne, con cui firma un contratto quadriennale..

#### Catania

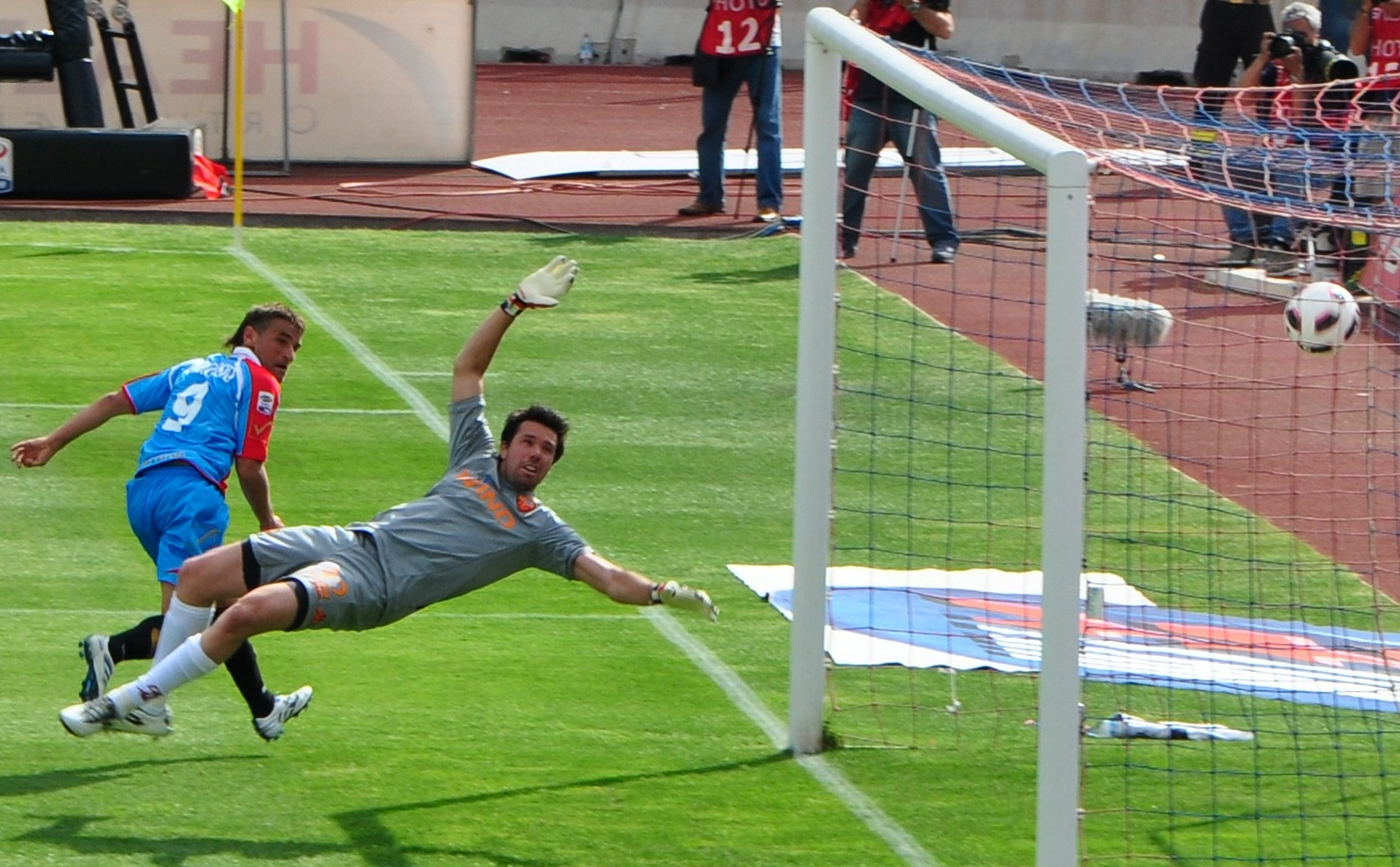
Bergessio segna il gol del momentaneo 1-1 contro la Roma

Dopo 47 presenze e 5 reti in Ligue 1, il 31 gennaio 2011 si trasferisce alla società italiana del Catania in prestito con diritto di riscatto. Il transfert per poter utilizzare il giocatore arriva dopo più di due settimane. Con la maglia della squadra siciliana debutta dal primo minuto il 20 febbraio 2011 nella trasferta contro il Napoli, mentre una settimana dopo segna il suo primo gol nella partita casalinga contro il Genoa. Il 3 aprile segna il gol del 2-0 nel derby contro il Palermo (vittoria per 4-0).

#### Ritorno in Francia
Dopo aver giocato 12 partite e aver messo a segno 5 gol con la maglia etnea, la dirigenza del Catania decide di non riscattare il giocatore per la richiesta esosa del club transalpino. Pertanto torna al Saint-Étienne. Gioca le prime due partite di campionato da titolare ma viene entrambe le volte sostituito.

#### Ritorno a Catania
La sera del 28 agosto 2011 torna in Italia per unirsi al Catania. Il giorno successivo la società ufficializza l'ingaggio del calciatore, che firma un contratto quadriennale.
In questa stagione gioca 34 partite segnando 7 gol.
Il 5 maggio 2013 segna la sua prima tripletta in Italia contro il Siena in occasione dell'ultima partita casalinga al Massimino della stagione 2012/2013: questa gli consente di raggiungere la quota di 12 goal e di diventare il miglior marcatore in campionato del Catania.
Conclude la sua terza stagione con la casacca rossazzurra con 36 presenze e 15 reti tra campionato e Coppa Italia.
La sua quarta stagione in rossazzurro non si apre nel migliore dei modi, con vari infortuni e conclude il girone d'andata con sole 2 reti. Durante il girone di ritorno cambia marcia e mette a segno 8 reti, di cui una su rigore contro l'Atalanta.
Il 19 aprile 2014, segnando il gol della vittoria sulla Sampdoria per 2-1, diventa il miglior marcatore di sempre del Catania in Serie A con 32 reti. Conclude la stagione con 30 presenze e 10 reti in campionato.

#### Sampdoria
Il 1º agosto 2014 la Sampdoria lo acquista a titolo definitivo dal Catania per 4 milioni di euro; il giocatore decide di indossare la maglia numero 18. Il 31 agosto seguente esordisce subentrando al 75' ad Angelo Palombo in Palermo-Samp 1-1. Il 4 dicembre segna il suo primo gol in blucerchiato, siglando la rete del definitivo 2-0 contro il Brescia in Coppa Italia. Il 18 gennaio 2015 realizza il suo primo e unico gol stagionale in Serie A, nella vittoria contro il Parma (2-0).
Il 3 giugno, dopo 24 presenze e 2 gol, rescinde consensualmente il suo contratto con la Sampdoria.

#### Atlas e San Lorenzo
Il 25 giugno 2015 approda nella Primera División de México accasandosi all'Atlas, mettendo insieme 30 presenze e 4 gol.
Il 24 agosto 2016 rescinde il contratto con il club messicano. Dopo essersi allenato per qualche giorno con il Platense, club in cui è cresciuto, l'8 settembre viene ingaggiato dal San Lorenzo, nella massima serie argentina.

#### Velez Sarsfield
Il 13 luglio 2017 firma un anno di contratto col Vélez Sarsfield.

#### Nacional Montevideo
Il 25 gennaio 2018 viene acquistato a titolo definitivo dal Nacional. Nella squadra uruguaiana gioca per 4 stagioni, collezionando 133 presenze, condite da 77 reti.

#### Platense
Il 1º gennaio 2022 viene acquistato dal Platense a titolo gratuito, tornando nella squadra in cui era cresciuto dopo 18 anni. Durante la sua permanenza, colleziona 24 presenze segnando solamente 3 reti.

#### Tristán Suárez
Il 17 gennaio 2023 firma per il Tristán Suárez, club della seconda divisione argentina.

### Nazionale
Esordisce con la nazionale argentina il 15 ottobre 2008 nel match contro il Cile, valido per le qualificazioni ai Mondiali 2010. I primi gol arrivano il 20 maggio 2009 con la doppietta messa a segno nell'amichevole contro Panama.

## Statistiche

### Presenze e reti nei club
Statistiche aggiornate al 18 gennaio 2023.
| Stagione             | Squadra              | Campionato           | Campionato | Campionato | Coppe nazionali | Coppe nazionali | Coppe nazionali | Coppe continentali | Coppe continentali | Coppe continentali | Altre coppe | Altre coppe | Altre coppe | Totale | Totale |
| Stagione             | Squadra              | Comp                 | Pres       | Reti       | Comp            | Pres            | Reti            | Comp               | Pres               | Reti               | Comp        | Pres        | Reti        | Pres   | Reti   |
| -------------------- | -------------------- | -------------------- | ---------- | ---------- | --------------- | --------------- | --------------- | ------------------ | ------------------ | ------------------ | ----------- | ----------- | ----------- | ------ | ------ |
| 2001-2002            | Platense             | SD                   | 13         | 1          | -               | -               | -               | -                  | -                  | -                  | -           | -           | -           | 13     | 1      |
| 2002-2003            | Platense             | TD                   | 12         | 3          | -               | -               | -               | -                  | -                  | -                  | -           | -           | -           | 12     | 3      |
| 2003-2004            | Platense             | TD                   | 36         | 13         | -               | -               | -               | -                  | -                  | -                  | -           | -           | -           | 36     | 13     |
| 2004-2005            | Platense             | TD                   | 29         | 11         | -               | -               | -               | -                  | -                  | -                  | -           | -           | -           | 29     | 11     |
| 2005-2006            | Instituto            | PD                   | 37         | 6          | -               | -               | -               | -                  | -                  | -                  | -           | -           | -           | 37     | 6      |
| 2006-2007            | Racing Club          | PD                   | 35         | 13         | -               | -               | -               | -                  | -                  | -                  | -           | -           | -           | 35     | 13     |
| 2007-gen. 2008       | Benfica              | PL                   | 3          | 0          | CP+CdL          | 0+2             | 0               | UCL                | 4                  | 0                  | -           | -           | -           | 9      | 0      |
| gen.-giu 2008        | San Lorenzo          | PD                   | 16         | 7          | -               | -               | -               | CL                 | 9                  | 4                  | -           | -           | -           | 25     | 11     |
| 2008-2009            | San Lorenzo          | PD                   | 35         | 15         | -               | -               | -               | CL+CS              | 6+2                | 1+0                | -           | -           | -           | 43     | 16     |
| ago. 2009            | San Lorenzo          | PD                   | 1          | 1          | -               | -               | -               | CS                 | 1                  | 0                  | -           | -           | -           | 2      | 1      |
| 2009-2010            | Saint-Étienne        | L1                   | 31         | 5          | CF+CdL          | 2+2             | 1+3             | -                  | -                  | -                  | -           | -           | -           | 35     | 9      |
| 2010-gen. 2011       | Saint-Étienne        | L1                   | 16         | 0          | CF+CdL          | 1+3             | 0+1             | -                  | -                  | -                  | -           | -           | -           | 20     | 1      |
| gen.-giu. 2011       | Catania              | A                    | 13         | 5          | CI              | 0               | 0               | -                  | -                  | -                  | -           | -           | -           | 13     | 5      |
| ago. 2011            | Saint-Étienne        | L1                   | 2          | 0          | CF+CdL          | 0+0             | 0               | -                  | -                  | -                  | -           | -           | -           | 2      | 0      |
| Totale Saint-Étienne | Totale Saint-Étienne | Totale Saint-Étienne | 49         | 5          |                 | 8               | 5               |                    | -                  | -                  |             | -           | -           | 57     | 10     |
| 2011-2012            | Catania              | A                    | 34         | 7          | CI              | 0               | 0               | -                  | -                  | -                  | -           | -           | -           | 34     | 7      |
| 2012-2013            | Catania              | A                    | 32         | 13         | CI              | 4               | 2               | -                  | -                  | -                  | -           | -           | -           | 36     | 15     |
| 2013-2014            | Catania              | A                    | 30         | 10         | CI              | 0               | 0               | -                  | -                  | -                  | -           | -           | -           | 30     | 10     |
| Totale Catania       | Totale Catania       | Totale Catania       | 109        | 35         |                 | 4               | 2               |                    | -                  | -                  |             | -           | -           | 113    | 37     |
| 2014-2015            | Sampdoria            | A                    | 23         | 1          | CI              | 1               | 1               | -                  | -                  | -                  | -           | -           | -           | 24     | 2      |
| 2015-2016            | Atlas                | PD                   | 30         | 4          | CM              | 8               | 4               | -                  | -                  | -                  | -           | -           | -           | 38     | 8      |
| 2016-2017            | San Lorenzo          | PD                   | 18         | 2          | CA              | 1               | 0               | CL+CS              | 3+5                | 0                  | -           | -           | -           | 27     | 2      |
| Totale San Lorenzo   | Totale San Lorenzo   | Totale San Lorenzo   | 70         | 25         |                 | 1               | 0               |                    | 26                 | 5                  |             | -           | -           | 97     | 30     |
| 2017-2018            | Vélez Sársfield      | PD                   | 4          | 2          | -               | -               | -               | -                  | -                  | -                  | -           | -           | -           | 4      | 2      |
| 2018                 | Nacional             | PDU                  | 35         | 17         | -               | -               | -               | CL+CS              | 10+5               | 1+2                | -           | -           | -           | 50     | 20     |
| 2019                 | Nacional             | PDU                  | 34         | 20         | -               | -               | -               | CL                 | 7                  | 3                  | SU          | 1           | 0           | 42     | 23     |
| 2020                 | Nacional             | PDU                  | 37         | 25         | -               | -               | -               | CL                 | 7                  | 2                  | SU          | 1           | 0           | 45     | 27     |
| 2021                 | Nacional             | PDU                  | 27         | 15         | -               | -               | -               | CL+CS              | 6+2                | 4+1                | SU          | 1           | 1           | 36     | 21     |
| Totale Nacional      | Totale Nacional      | Totale Nacional      | 133        | 77         |                 | -               | -               |                    | 37                 | 13                 |             | 3           | 1           | 173    | 91     |
| 2022                 | Platense             | PD                   | 10         | 1          | CA+CdLP         | 1+14            | 1+2             | -                  | -                  | -                  | -           | -           | -           | 25     | 4      |
| Totale Platense      | Totale Platense      | Totale Platense      | 100        | 29         |                 | 15              | 3               |                    | -                  | -                  |             | -           | -           | 115    | 32     |
| 2023                 | Tristán Suárez       | PB                   | -          | -          | -               | -               | -               | -                  | -                  | -                  | -           | -           | -           | -      | -      |
| Totale carriera      | Totale carriera      | Totale carriera      | 592        | 199        |                 | 39              | 15              |                    | 67                 | 18                 |             | 3           | 1           | 701    | 233    |

### Cronologia presenze e reti in nazionale
| Cronologia completa delle presenze e delle reti in nazionale ― Argentina | Cronologia completa delle presenze e delle reti in nazionale ― Argentina | Cronologia completa delle presenze e delle reti in nazionale ― Argentina | Cronologia completa delle presenze e delle reti in nazionale ― Argentina | Cronologia completa delle presenze e delle reti in nazionale ― Argentina | Cronologia completa delle presenze e delle reti in nazionale ― Argentina | Cronologia completa delle presenze e delle reti in nazionale ― Argentina | Cronologia completa delle presenze e delle reti in nazionale ― Argentina |
| Data                                                                     | Città                                                                    | In casa                                                                  | Risultato                                                                | Ospiti                                                                   | Competizione                                                             | Reti                                                                     | Note                                                                     |
| ------------------------------------------------------------------------ | ------------------------------------------------------------------------ | ------------------------------------------------------------------------ | ------------------------------------------------------------------------ | ------------------------------------------------------------------------ | ------------------------------------------------------------------------ | ------------------------------------------------------------------------ | ------------------------------------------------------------------------ |
| 15-10-2008                                                               | Santiago del Cile                                                        | Cile                                                                     | 1 – 0                                                                    | Argentina                                                                | Qual. Mondiali 2010                                                      | -                                                                        | 46’                                                                      |
| 20-5-2009                                                                | Santa Fe                                                                 | Argentina                                                                | 3 – 1                                                                    | Panama                                                                   | Amichevole                                                               | 2                                                                        |                                                                          |
| 10-6-2009                                                                | Quito                                                                    | Ecuador                                                                  | 2 – 0                                                                    | Argentina                                                                | Qual. Mondiali 2010                                                      | -                                                                        | 67’                                                                      |
| Totale                                                                   |                                                                          | Presenze                                                                 | 3                                                                        |                                                                          | Reti                                                                     | 2                                                                        |                                                                          |

## Palmarès

### Club

#### Competizioni nazionali
- Supercopa Uruguaya: 2

Nacional: 2019, 2021
- Campionato uruguaiano: 2

Nacional: 2019, 2020